# Sắc tử chùm tự tán
Oxyspora paniculata là một loài thực vật có hoa trong họ Mua. Loài này được (D. Don) DC. mô tả khoa học đầu tiên năm 1828.

## Hình ảnh

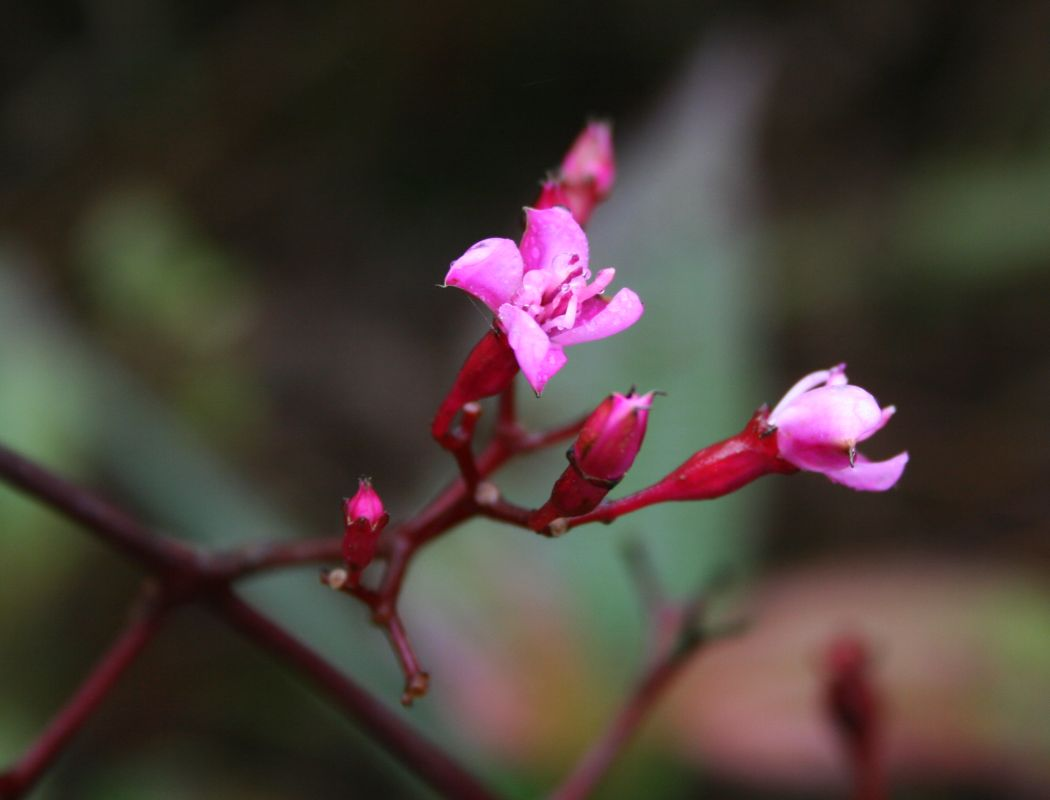
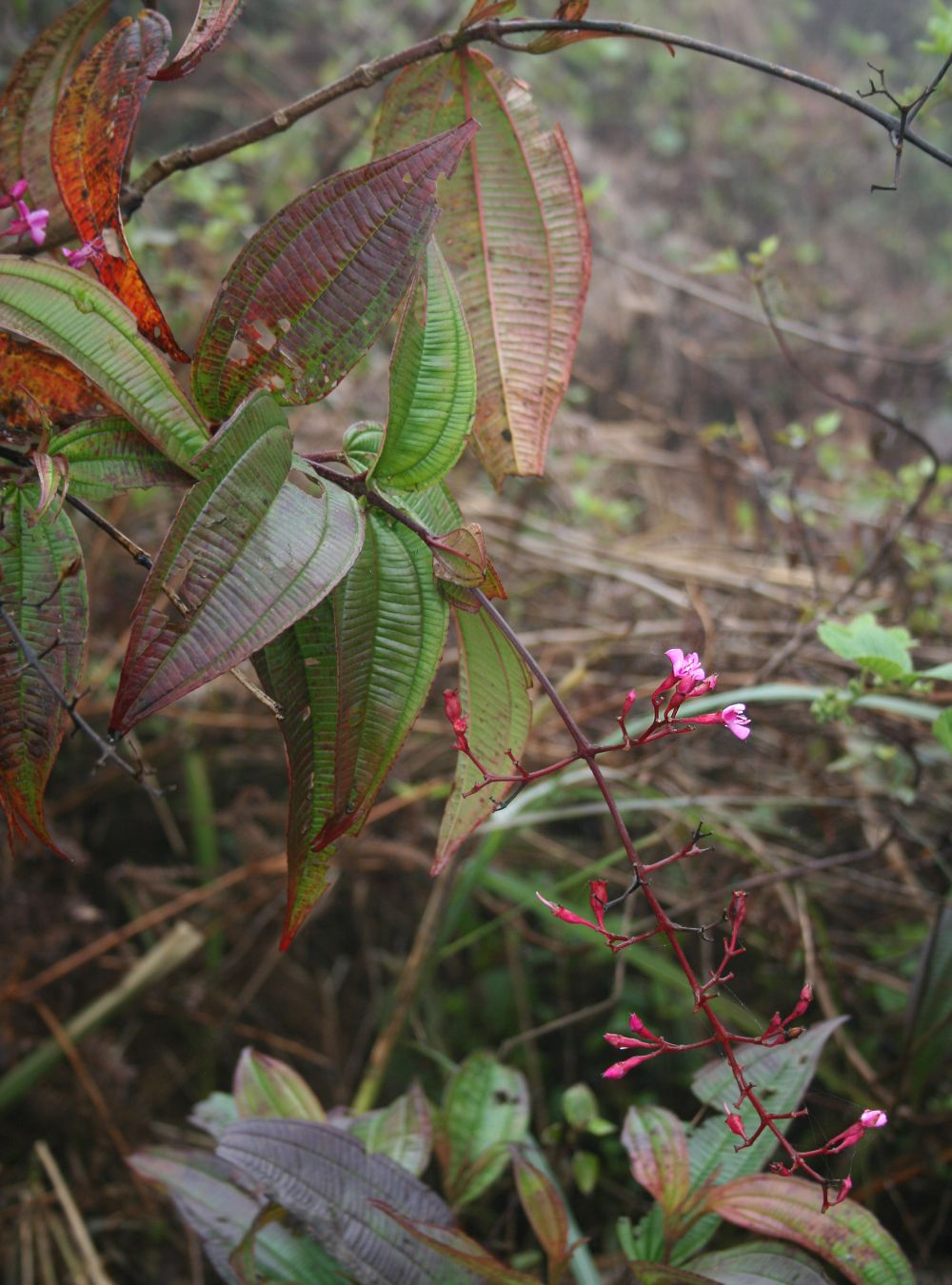
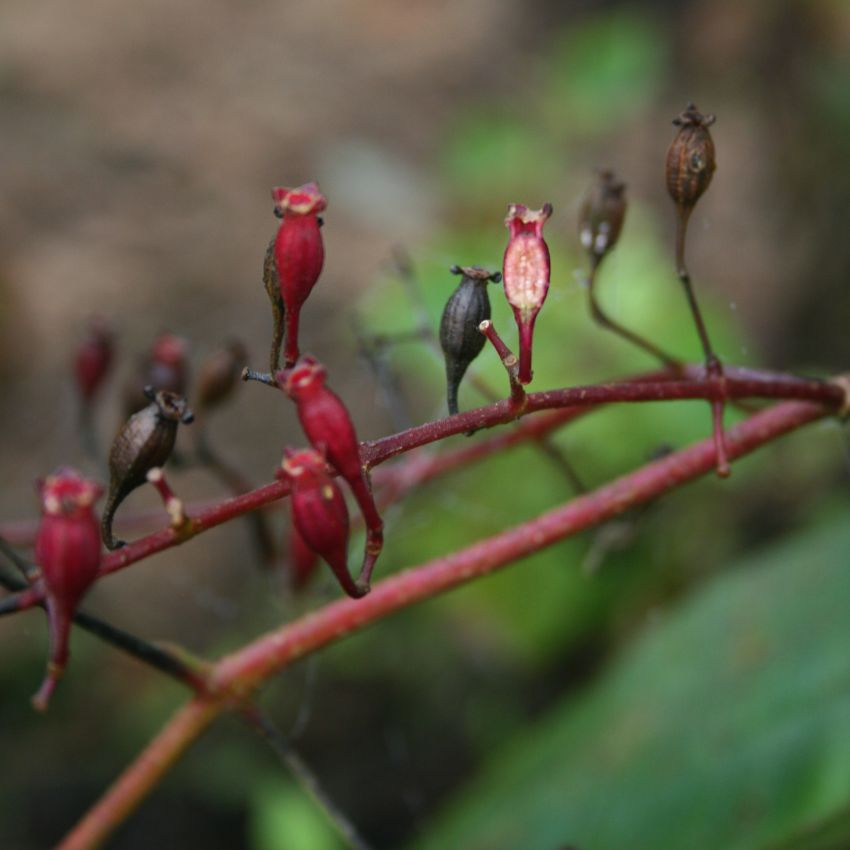